# Уолтер, Джессика
Дже́ссика Уо́лтер (англ. Jessica Walter, 31 января 1941 — 24 марта 2021) — американская актриса. Наиболее известна по роли Люсиль Блут в комедийном сериале «Замедленное развитие». На большом экране Уолтер известна благодаря фильмам «Большой приз» (1966) и «Сыграйте мне туманно» (1971), за роли в которых она номинировалась на «Золотой глобус».
За роль в мини-сериале «Эми Прентисс» Уолтер была удостоена премии «Эмми» за лучшую женскую роль в мини-сериале или фильме в 1975 году.

## Карьера
Дебют Уолтер состоялся на телевидении в 1962 году в дневной мыльной опере «Любовь к жизни», в которой снималась последующие три года В то же время Уолтер дебютировала на большом экране, появившись в дальнейшем в кинокартинах «Лилит» (1964) и «Большой приз» (1966). Наибольшего успеха в кино она добилась в 1971 году, появившись в триллере «Сыграйте мне туманно» с Клинтом Иствудом и Донной Миллз, за которую актриса получила номинацию на «Золотой глобус». Тем не менее, Уолтер в последующие годы в основном исполняла эпизодические и второстепенные роли на телевидении в различных сериалах. Единственная главная роль у неё была в недолго просуществовавшем криминальном сериале «Эми Прентисс», спин-оффе шоу «Айронсайд», который длился лишь четыре эпизода.
В восьмидесятых Уолтер пробовалась на роль Алексис Колби в прайм-тайм мыльную оперу «Династия», а после этого снялась в недолго просуществовавшей мыльной опере «Обнажённый аромат» в аналогичной роли злодейки. Между тем в 1982 году она также появилась в мыльной опере «Тихая пристань», а последующее десятилетие продолжала сниматься на телевидении. В 1996 году Уолтер вернулась в дневные мыльные оперы с очередной ролью злодейки в «Одна жизнь, чтобы жить».
Сыграв более ста ролей на телевидении, в 2003 году Уолтер начала сниматься в роли пьющей светской львицы Люсиль Блут в комедийном сериале «Замедленное развитие». Эта роль принесла ей номинацию на «Эмми» за лучшую женскую роль второго плана в комедийном телесериале в 2005 году. Шоу было закрыто после трех сезонов в 2006 году, однако было любимо критиками, и в итоге шесть лет спустя Netflix воскресил его в виде веб-сериала. В 2008—2009 годах она снялась в аналогичной роли в первом сезоне подросткового сериала «90210: Новое поколение», а после ухода из шоу появилась в «Закон и порядок: Специальный корпус». Начиная с 2009 года она озвучивает мать главного героя в анимационном сериале «Спецагент Арчер». В 2011—2012 годах Уолтер снималась на протяжении двух сезонов в ситкоме TV Land «В 35 — на пенсию» с Джорджем Сигалом. Шоу было закрыто после двух сезонов. В 2014 году также на TV Land она играет роль матери главной героини в ситкоме «Падение Дженнифер» с Джейми Прессли.
Джессика Уолтер умерла 24 марта 2021 года во сне в своём доме на Манхэттене в возрасте 80 лет.

## Личная жизнь
Джессика Уолтер родилась в еврейской семье в Бруклине. Её детство прошло в Куинсе, а актёрское образование она получила в школе исполнительных искусств на Манхэттене. От первого супруга, режиссёра Росса Боумана, у Уолтер родилась дочь Брук. С 1983 года и до его смерти в 2019 году она была замужем за актёром Роном Либманом.